# Histoire du Falun Gong
Pour un article plus général, voir Falun Gong.

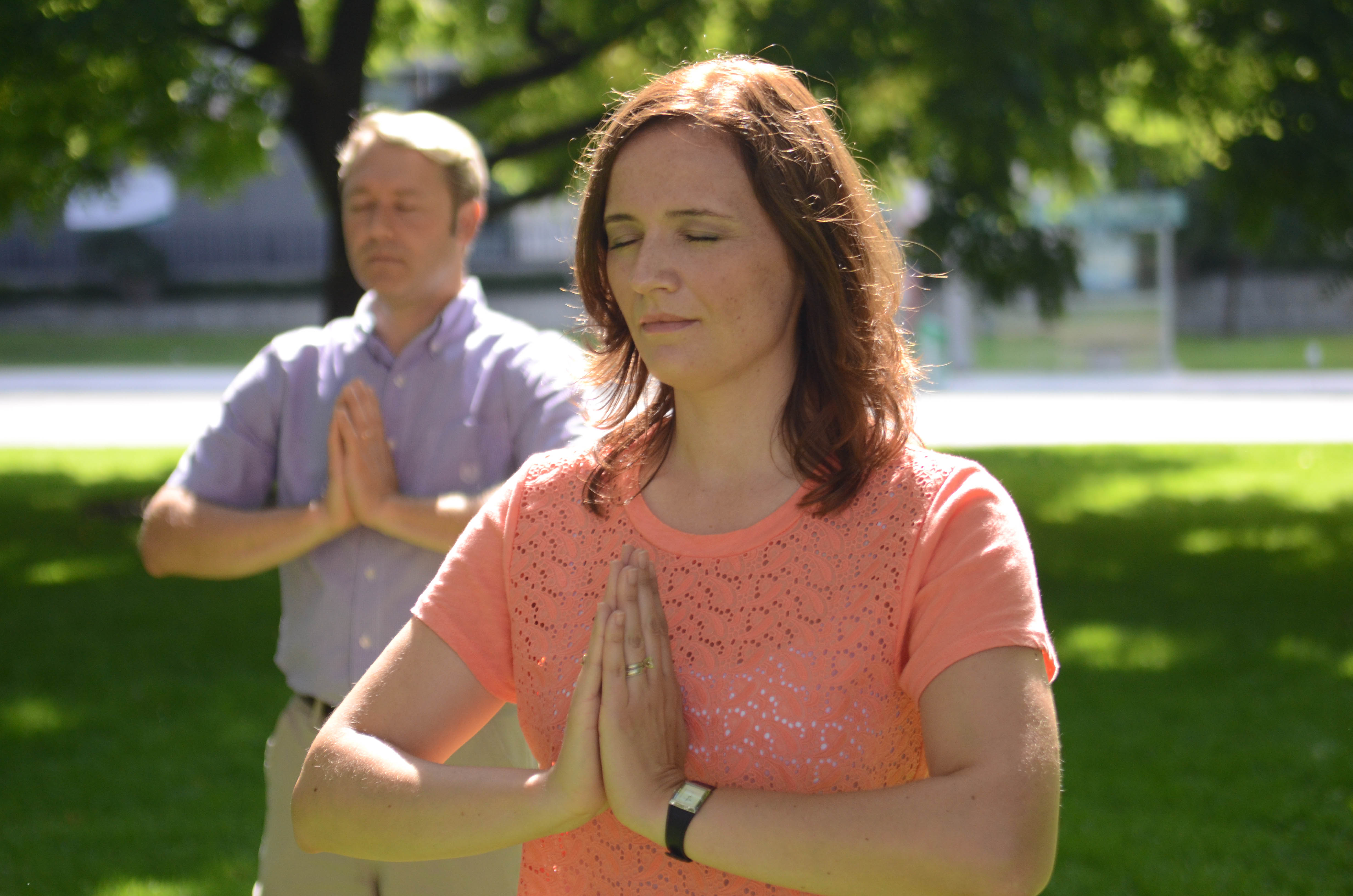
Pratiquante canadienne effectuant la troisième série d'exercices du Falun Gong.

Le Falun Gong, également appelé Falun Dafa, est une discipline spirituelle qui réunit la pratique des exercices et de la méditation avec la philosophie morale présentée par son fondateur, Li Hongzhi. Le Falun Gong a été présenté au public en 1992 dans la ville de Changchun (nord de la Chine), et a été classifié comme une méthode de qi gong basée sur la tradition bouddhiste. Le Falun Gong a d'abord bénéficié de l’approbation officielle et du soutien des organismes gouvernementaux chinois, et la méthode s’est rapidement propagée en raison de la simplicité des mouvements de ses exercices, l'effet sur la santé, l'absence de cotisation ou d'inscription formelle ainsi que de son enseignement moral et philosophique.
Cependant, en 1996, le Falun Gong s’est séparé de l’Association de qigong gérée par l'état, ce qui a conduit à une escalade progressive de la tension avec les autorités du Parti communiste qui a atteint son apogée au printemps 1999. À la suite d'une protestation de 10 000 pratiquants du Falun Gong qui demandaient la reconnaissance officielle devant le quartier gouvernemental de Zhongnanhai le 25 avril 1999, le chef du Parti communiste d’alors, Jiang Zemin, a ordonné l'éradication du Falun Gong. Cet ordre a été suivi par une large campagne de propagande, d’emprisonnements extrajudiciaires à grande échelle, de tortures et de rééducations forcées.
Les pratiquants de Falun Gong ont répondu à cette campagne par des manifestations sur la place Tian'anmen, la création de leurs propres médias à l'étranger, des poursuites judiciaires internationales contre les responsables chinois et la mise en place en Chine d'un réseau clandestin de sites de publication de documents sur la pratique et sa persécution. Le Falun Gong est devenu une voix importante appelant à mettre fin au règne du parti unique en Chine.

## Chronologie des principaux événements

### Avant 1992
Bien que des pratiques semblables au qigong existent depuis longtemps, le qigong moderne n'apparait qu'à la fin des années 1940. À cette époque, les cadres du Parti communiste chinois commencent à exercer et promouvoir le qigong comme un moyen d'améliorer la santé, en le considérant comme une forme de la médecine traditionnelle chinoise.
Avec le soutien officiel du parti-État, le qigong devient de plus en plus populaire, en particulier dans la période suivant la Révolution culturelle. La Société de la recherche scientifique sur le qigong de Chine, gérée par l’État, est créée en 1985 pour administrer et superviser la pratique du qigong à travers le pays. Sa première réunion se tient à Pékin en 1986. Cette organisation compte alors parmi ses dirigeants plusieurs membres éminents et anciens membres du Politburo et de l'Assemblée nationale populaire, ainsi que d’anciens ministres de la santé et de l’éducation. Des milliers de pratiques de qigong apparaissent, certaines d'entre elles dirigées par de « grands maîtres » avec des millions de pratiquants,.
Li Hongzhi, fondateur du Falun Gong, affirme que dès son enfance, il a été instruit par différents maîtres bouddhistes et taoïstes qui lui ont transmis des méthodes de pratique et la philosophie qui deviendront la discipline actuellement connue sous le nom de Falun Gong. Au milieu des années 1980, il commence à étudier et à apprendre toute une variété de disciplines de qigong, apparemment en préparant le lancement et la promotion de son propre système de qigong. En 1984, il crée le Falun Gong, une version plus accessible de Falun Xiulian Dafa, un système d'entrainement de qigong de l'école bouddhiste. En 1989, il commence l'enseignement privé du Falun Gong à des élèves sélectionnés,.

### 1992-1995

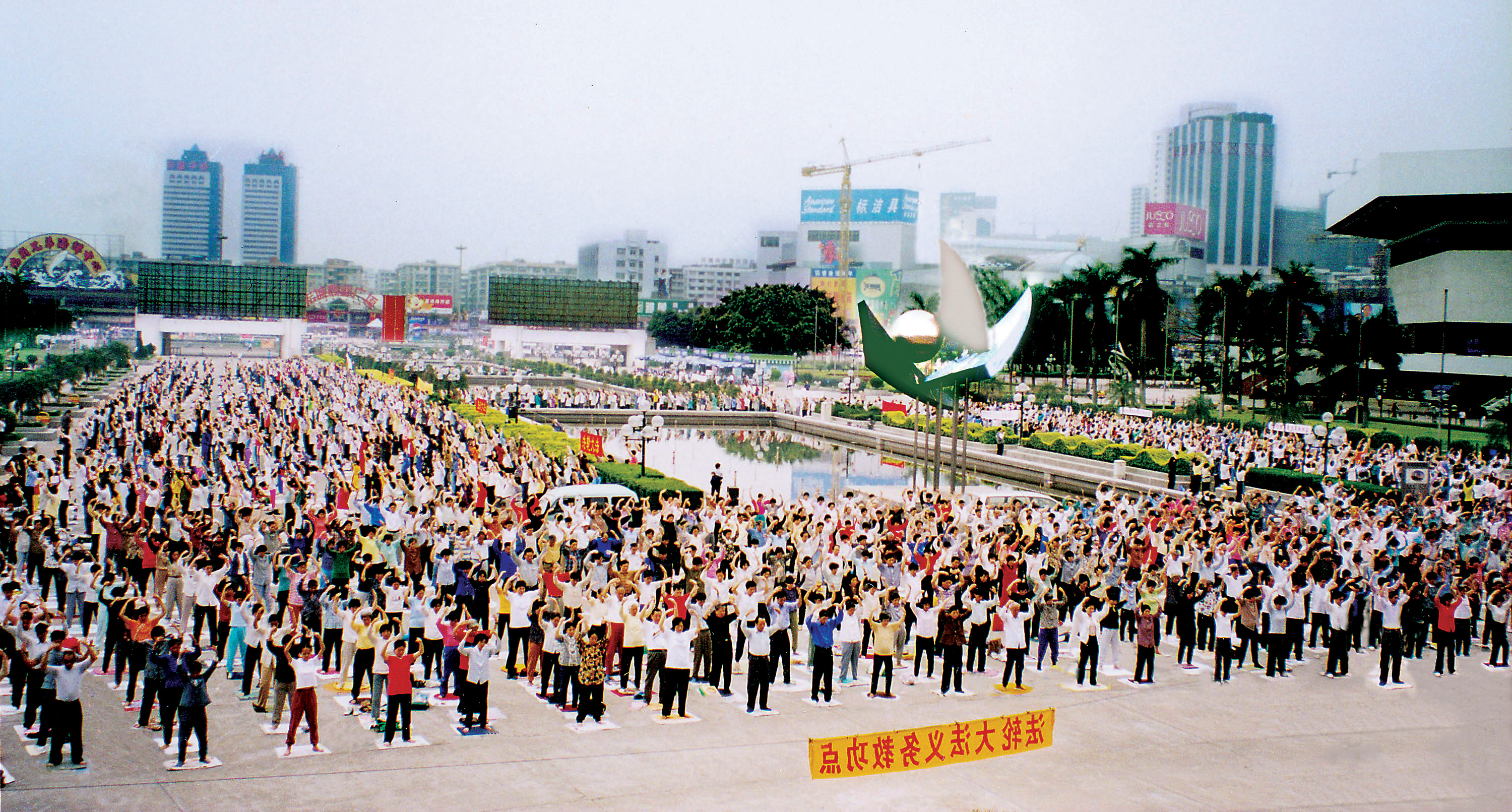
La pratique de Falun Gong à très grande échelle était une scène quotidienne en Chine avant la persécution lancée en 1999, comme ici à Guangzhou.

Le Falun Gong est présenté au public au printemps 1992, vers la fin du « boom de qigong » en Chine, une période qui a vu une prolifération de milliers de disciplines. Le 13 mai 1992, Li Hongzhi commence l'enseignement public du Falun Gong à l'école secondaire/lycée no 5 de Changchun, province du Jilin, en donnant une conférence devant une foule de plusieurs centaines de personnes. Le séminaire se prolonge pendant neuf jours à un prix de 30 yuans par personne.
En juin 1992, Li Hongzhi est invité par la Société de recherche scientifique sur le qigong de Chine (SRQC), administrée par le gouvernement, à donner des conférences à Pékin. En septembre de la même année, le Falun Gong est reconnu comme une branche de qigong sous l'administration de la SRQC. Au cours de l'année, il donne cinq séminaires d’une semaine à Pékin, quatre à Changchun, un à Tayuan et un dans le Shandong. Du 12 au 21 décembre 1992, il participe avec quelques élèves de Falun Gong au Salon d’Orient de la Santé organisé à Pékin. L'organisateur du salon déclarera que le Falun Gong et Li Hongzhi « ont reçu le plus d'éloges [que d’autres écoles de qigong] au salon, et a réussi à obtenir de très bons résultats thérapeutiques. » Cet événement contribue à la popularité de Li Hongzhi dans les milieux de qigong et des reportages sur les pouvoirs de guérison du Falun Gong se multiplient dans les médias. Li Hongzhi et son Falun Gong deviennent des « stars » du mouvement de qigong.
Entre 1992 et 1994, Li voyage à travers la Chine en donnant 54 séminaires sur la pratique et l'enseignement spirituel du Falun Gong. Les séminaires durent habituellement 8 à 10 jours et attirent jusqu’à 6 000 participants par conférence. La méthode se propage rapidement grâce à sa prétendue efficacité pour l'amélioration de la santé et ses éléments moraux et philosophiques, plus développés que dans d’autres écoles de qigong.
En avril 1993, Falun Gong de Chine (中国法轮功), le premier texte majeur d'enseignement de Li Hongzhi, est publié par la Military Affairs Friendship and Culture Publishing Company. Le livre contient une explication de la cosmologie de base du Falun Gong, de ses principes moraux et de ses exercices. Une version révisée est publiée en décembre de la même année,. Au printemps et à l’été 1993, une série d'articles publiée dans les revues de qigong à travers la Chine font l’éloge des bienfaits du Falun Gong. Plusieurs de ces revues font leur couverture avec des photos de Li Hongzhi et affirment la supériorité du système de Falun Gong,. Le 30 juillet, la Société de recherche de Falun Xiulian Dafa est établie comme une succursale de la SRQC. En août, une organisation subordonnée au ministère de la Sécurité publique envoie à la SRQC une lettre remerciant Li Hongzhi pour les enseignements donnés aux policiers blessés pendant l'exercice de leurs fonctions. La lettre affirme que parmi les 100 policiers traités par Li Hongzhi, un seul n'a pas constaté une « amélioration évidente » de sa santé,.
Du 11 au 20 décembre 1993, Li Hongzhi participe de nouveau au Salon d’Orient de la Santé tenu à Pékin, cette fois en tant que membre du comité d’organisation. Il y remporte plusieurs prix et est proclamé « maître de qigong le plus acclamé ». Le Falun Gong reçoit également le « Prix d’or spécial » et le prix pour « Faire avancer les frontières de la science ».
À partir de 1994, à la suite de l’augmentation des recettes de la vente de ses publications, Li Hongzhi cesse de faire payer l’entrée à ses cours et impose par la suite que le Falun Gong soit enseigné gratuitement. Le 6 mai, la Société de la recherche scientifique sur le qigong de la province du Jilin proclame Li Hongzhi « Grand Maître de qigong ». Li Hongzhi donne la même année deux conférences sur le Falun Gong à l'Université populaire de la sécurité publique à Pékin, et verse les recettes de ces conférences à la fondation des policiers blessés. Le dernier séminaire complet sur la pratique du Falun Gong et sa philosophie se tient du 21 au 29 décembre dans la ville méridionale de Guangzhou.
En janvier 1995, Zhuan Falun (转法轮), l’enseignement complet du Falun Gong, est publié par la Société de publication de l’Agence de télédiffusion de Chine. Une cérémonie de publication est organisée le 4 janvier dans l'auditorium du Ministère de la sécurité publique. En février, Li Hongzhi est approché par le Comité national chinois des sports, le Ministère de la santé publique et la Société de la recherche scientifique sur le qigong de Chine pour établir conjointement une association de Falun Gong. Li Hongzhi décline cette offre. L’attitude officielle envers le mouvement de qigong commence à changer dans certains secteurs du gouvernement et des critiques du qigong commencent à paraitre dans la presse étatique. Cette même année, Li Hongzhi quitte la Chine et commence la diffusion de sa pratique à l'étranger. Le 13 mars 1995, à l'invitation de l'ambassade de Chine à Paris, il donne un séminaire de sept jours à Paris, suivi en avril d'une autre série de conférences en Suède (Göteborg, Stockholm et Uddevalla),.

### 1996 - Juillet 1999
En janvier, mars et avril 1996, le livre Zhuan Falun est répertorié comme best-seller par le quotidien Beijing Youth Daily (北京 青年 报). Cependant, tandis que la pratique continue à se propager en Chine, des tensions apparaissent entre le Falun Gong et les autorités chinoises. En mars, le Falun Gong dépose une demande de retrait de la Société de recherche scientifique sur le qigong de Chine. Li Hongzhi expliquera plus tard qu'il trouvait que les bénéfices provenant du qigong intéressaient la SRQC plus que l’engagement dans une véritable recherche. Li Hongzhi avait apparemment aussi rejeté la nouvelle politique de la SRQC, exigeant que toutes les pratiques de qigong créent des branches du Parti communiste au sein de leur organisation,. La SRQC publie finalement une résolution sur l'annulation de l'adhésion de Falun Gong à cette société. La résolution affirme que bien que les pratiquants de Falun Gong « obtenaient des résultats sans précédent dans la remise en forme et la prévention des maladies », Li Hongzhi « propageait la théologie et la superstition », n’assistait pas aux réunions de l'association et n’observait pas ses règlements. À la suite de ce retrait et suivant en cela les recommandations de Li Hongzhi, les administrateurs de l'Association de recherche sur le Falun Gong de Chine font une demande d’enregistrement auprès de trois autres organismes gouvernementaux, y compris l'Association des bouddhistes de Chine et le Département du travail du Front uni. Toutes les demandes sont finalement rejetées. Ainsi, le Falun Gong reste complètement hors de la surveillance et de la réglementation gouvernementale et devient à partir de là l'objet de plus en plus d’attention et de critique dans la presse étatique,.
Le premier article important des médias étatiques critiquant le Falun Gong est publié dans le journal Guangming Daily du 17 juin 1996. L'article considère le Falun Gong comme une manifestation de la superstition féodale et Zhuan Falun, son enseignement de base, comme un ouvrage de « pseudo-science » qui trompe les masses populaires. Les pratiquants de Falun Gong répondent à cet article en écrivant des lettres adressées au journal et à l’association nationale de qigong. Dans les six derniers mois de l'année 1996, l'Association bouddhiste de Chine, gérée par l'État, commence à critiquer le Falun Gong, et demande à ses membres de ne pas apprendre la pratique. Le 24 juillet, les livres de Falun Gong sont interdits à la publication par le Bureau des publications de nouvelles de Chine, une succursale du Département de la propagande. La raison invoquée pour l'interdiction est que le Falun Gong « répand des superstitions ». Avec l'approbation de Li Hongzhi, des versions piratées et copiées des livres de Falun Gong se multiplient. Pendant l’été 1996, après avoir annoncé qu'il avait terminé l'enseignement de sa pratique en Chine, Li Hongzhi commence une nouvelle tournée de conférences en se rendant à Hong Kong, Sydney, Bangkok, Houston, New York et Pékin.
La pratique devient un sujet de débats au sein du gouvernement et du Parti communiste - certains ministères et autorités gouvernementales continuent à manifester leur soutien à la pratique, tandis que d’autres deviennent de plus en plus méfiants envers cette discipline,. Cette tension se manifeste également dans les médias : tandis que certains médias continuent à louer les effets du Falun Gong, d'autres le critiquent et le qualifient de pseudo-science. En 1997, le Ministère de la sécurité publique ouvre une enquête pour déterminer si le Falun Gong doit être considéré comme xie jiao (« religion hérétique »). Le rapport conclut « qu’à ce jour il n’y avait aucune preuve ».
De 1997 à 1999, la critique du Falun Gong s'intensifie dans les médias d'État. Avec l'approbation de Li Hongzhi, les pratiquants de Falun Gong répondent aux critiques par des manifestations pacifiques devant les bureaux des médias en cherchant à obtenir réparation du dommage causé par des reportages injustes. Cette tactique atteint souvent son but, les articles critiques sont retirés et des excuses sont présentées par les médias. Toutefois, pendant cette période, la couverture médiatique n'est pas toujours négative, et des articles parlant des bienfaits du Falun Gong pour la santé continuent à être publiés.
En 1998, Li Hongzhi s’installe définitivement aux États-Unis.
En mai 1998, la situation se tend en Chine continentale lorsqu'une manifestation a lieu devant le siège de la radio-télévision officielle à Pékin, à la suite de l'interview d'un physicien renommé, le professeur He Zuoxiu, de l'Académie des sciences, qui dénonce les pratiques du mouvement. Des pratiquants encerclent l'édifice, geste qui est perçu comme audacieux, voire rebelle. Le 21 juillet, le Ministère de la sécurité publique émet le Document no 555, « Avis d’ouverture d'une enquête sur le Falun Gong ». Le document traite le Falun Gong de « religion perverse » et donne un mandat pour l’ouverture d’une enquête afin d’obtenir des preuves. Il semble que la faction hostile envers le Falun Gong au Ministère aurait été dirigée par Luo Gan. Des agences de sécurité commencent à surveiller et recueillir des renseignements personnels sur les pratiquants ; les sources du Falun Gong rapportent que les autorités mettent les téléphones sous écoute, harcèlent et suivent les pratiquants, perquisitionnent leurs domiciles et interrompent les séances de méditation de Falun Gong. Qiao Shi, alors Président du Comité permanent de l'Assemblée nationale populaire, mène sa propre enquête sur le Falun Gong à la suite du Document no 555. Après des mois de recherches, son groupe conclut que « le Falun Gong a des centaines d'avantages pour les Chinois et la Chine, et il n’a pas un seul mauvais effet,. » La Commission nationale des sports de Chine ouvre également sa propre enquête au mois de mai 1998, et des médecins professionnels travaillant dans cette Commissions interrogent plus de douze mille pratiquants de Falun Gong dans la province du Guangdong. 97,9% des personnes interrogées disent que le Falun Gong a amélioré leur santé. Les estimations présentées par la Commission suggèrent qu’il y a entre 60 et 70 millions de pratiquants de Falun Gong en Chine,,.
Début 1999, Li Hongzhi donne des conférences à Sydney, Bangkok, San Francisco, Los Angeles, Hong Kong, Taipei, Francfort, Toronto, Singapour, Genève, Houston et New York, ainsi qu’à Changchun et Pékin.
Wu Shaozu, un responsable de la Commission nationale des sports de Chine annonce dans une interview donné le 14 février 1999 à l'hebdomadaire US News & World Report, qu’il pourrait y avoir environ 100 millions de personnes pratiquant le Falun Gong et d'autres formes de qigong. Wu souligne que la popularité du Falun Gong a considérablement réduit les dépenses de santé publique et que « le Premier ministre Zhu Rongji en est très heureux ,. » Cependant, le 11 avril, le physicien He Zuoxiu, membre de l'Académie chinoise des sciences et délégué de la Conférence consultative du peuple chinois, publie dans Science et technologie pour la jeunesse, revue éditée par l'Université normale de Tianjin, un article qui critique le Falun Gong comme superstitieux et potentiellement dangereux pour les jeunes. Le 23 avril, six mille pratiquants se rendent à l'université de Tianjin, devant les bureaux de la revue, pour exiger que celle-ci publie un désaveu de l'article. Trois jours durant, ils occupent l'université mais la direction de la publication refuse de publier toute rétractation car ce n'est pas dans les habitudes des revues scientifiques. L'affaire se termine cette fois par des échauffourées avec la police et 45 manifestants sont frappés, puis interpellés,,. Les pratiquants de Falun Gong manifestent devant la mairie de Tianjin pour la libération des pratiquants détenus. On les informe que l'ordre de disperser la foule et d’arrêter les manifestants provient des autorités centrales de Pékin, et que les appels doivent être adressés à Pékin,. Mi-avril, alors qu'il est de passage à Pékin d'où il doit se rendre en Australie, Li Hongzhi prend la décision de porter les protestations du mouvement au plus haut niveau de la hiérarchie de l'État-Parti chinois.
Les tensions continuent d'augmenter au cours de cette période, aboutissant le 25 avril 1999 à une manifestation à proximité du quartier gouvernemental de Zhongnanhai à Pékin, lorsque plus de dix mille pratiquants de Falun Gong se rassemblent calmement à l'extérieur du Bureau central des pétitions. Pendant treize heures, sans banderole ni slogan, ils demandent la libération des leurs et le droit de pratiquer librement. Cinq représentants du mouvement rencontrent le Premier ministre Zhu Rongji et demandent une reconnaissance officielle et la fin de la montée en flèche des harcèlements à l'encontre du groupe. Zhu accepte de libérer les pratiquants de Tianjin et assure les représentants que le gouvernement ne s'oppose pas au Falun Gong. Cependant, le même jour, à la suite de la demande de Luo Gan, Jiang Zemin, le chef du Parti communiste, publie une lettre indiquant son intention de supprimer la pratique. Cette manifestation, que l'universitaire Heather Kavan qualifie d'« erreur tactique » et dans laquelle David Ownby voit « un début spectaculaire à la fin du mouvement qigong », marque un tournant de la politique du Parti communiste chinois à l'égard du Falun Gong. Le parti s'inquiète de la capacité des pratiquants de Falun Gong à se réunir en masse et très rapidement. Il prend également conscience du grand nombre de cadres de l'administration, de la police et de l'armée qui sont pratiquants du mouvement. À partir de là, l'agence de presse Chine Nouvelle (Xinhua) mais aussi les médias occidentaux s'emparent de l'affaire.
Le 26 avril, Jiang Zemin convoque une réunion du Comité permanent du Politburo pour discuter de la manifestation du Falun Gong. Certains membres du Politburo auraient favorisé une position conciliante envers le Falun Gong, tandis que d'autres - tels que Jiang et Luo Gan, le chef de la sécurité – veulent supprimer définitivement le groupe. Début de mai, Jiang Zemin charge Luo Gan et Hu Jintao de la création d'un groupe de travail spécial pour préparer une campagne visant à discréditer le Falun Gong. Les autorités renforcent la surveillance du Falun Gong, en mettant sur écoute les téléphones des pratiquants et en les surveillant dans plusieurs villes. Le 2 mai, Li Hongzhi donne une conférence de presse aux journalistes à Sydney en Australie. Lorsqu’un journaliste lui demande s'il pense que le gouvernement va tuer ou emprisonner ses disciples pour maintenir l'ordre social, Li Hongzhi répond que « les pratiquants [de Falun Gong] n’agiront jamais à l'encontre de la loi. Concernant le scénario que vous décrivez, je ne pense pas que cela se produira. [... ] depuis le début de la réforme économique et l'ouverture, le gouvernement chinois a été bien tolérant à cet égard .» En mai et juin, tandis que les préparatifs à la répression s’organisent, les pratiquants de Falun Gong continuent leurs séances publiques de méditation. La Far Eastern Economic Review écrivait alors : « dans un parc à l'ouest de Pékin, quelque cent pratiquants de Falun Gong font les exercices sous une bannière jaune indiquant leur appartenance... [ils sont] loin d’être intimidés. » Le 2 juin, Li Hongzhi achète des espaces dans plusieurs journaux de Hong Kong pour publier un article défendant le Falun Gong et demandant aux dirigeants chinois de ne pas « prendre le risque de condamnation globale » et de « perte de main-d'œuvre et de capital » en rangeant l’opinion publique contre le groupe ,. Le 3 juin, soixante-dix mille pratiquants de Jilin et du Liaoning se rendent à Pékin pour faire appel aux autorités. Ils sont interceptés par les forces de sécurité, renvoyés chez eux et placés sous surveillance,. Le 7 juin 1999, Jiang Zemin convoque une réunion du Comité permanent du Politburo consacrée à la question du Falun Gong. Lors de la réunion, Jiang décrit le Falun Gong comme une menace grave à l’autorité du Parti communiste, « une chose sans précédent dans le pays depuis sa fondation il y a cinquante ans », et ordonne la création d'un groupe spécial au sein du Comité central du Parti pour « être entièrement préparé au travail de désagrégation [du Falun Gong] ». Le 10 juin, le Bureau 610 est créé pour assurer la coordination quotidienne de la campagne contre le Falun Gong. Luo Gan est choisi comme chef du Bureau, avec la mission, décrite à l'époque, d’étudier, enquêter et développer une « approche unifiée... pour résoudre le problème du Falun Gong ». Le Bureau est créé en dehors de toute législation, et il n'existe aucun document décrivant son mandat précis. Le 17 juin, Jiang Zemin déclare lors d'une réunion du Politburo que le Falun Gong est « l'incident politique la plus grave depuis la perturbation politique du « 4 juin 1989 ». Le Bureau 610 est mis sous la direction du nouvellement créé Groupe pilote central des affaires du Falun Gong, dirigé par Li Lanqing. Li Lanqing et Luo Gan étaient tous les deux membres du Comité permanent du Politburo, tandis que les quatre autres sous-chefs du Groupe pilote central occupaient également des postes de haut niveau au sein du Parti communiste, dont celui de responsable du département de la propagande. Le 26 juin, treize sites d'exercices du Falun Gong dans les parcs publics de Pékin sont fermés par des agents de sécurité.

### Juillet 1999-2001
En juillet 1999, une campagne nationale est lancée pour « éradiquer » le Falun Gong. Cette campagne de répression consiste à mener une « campagne massive de propagande » contre le groupe, à brûler publiquement les livres du Falun Gong et à emprisonner des dizaines de milliers de pratiquants de Falun Gong dans les prisons, camps de travaux forcés, hôpitaux psychiatriques et autres lieux de détention. Les autorités ont reçu un mandat général de « transformer » les pratiquants de la méthode, ce qui se traduit dans l’utilisation massive de tortures contre les pratiquants de Falun Gong, entraînant parfois leur mort.
Le 19 juillet, Jiang Zemin annonce sa décision d’éradiquer le Falun Gong lors d'une réunion de hauts fonctionnaires du Parti communiste. La campagne devait initialement commencer le 21 juillet, mais à cause des soupçons d’une fuite d’information, la répression commence le 20 juillet. Une campagne de propagande à l'échelle nationale est lancée pour discréditer le Falun Gong. Le 20 juillet, juste après minuit, des pratiquants de Falun Gong et des « assistants » sont arrêtés et mis en détention dans de nombreuses villes de Chine. En réponse, des dizaines de milliers de pratiquants manifestent devant les bureaux locaux, provinciaux et centrales de pétitions. À Pékin et d'autres villes, les manifestants sont détenus dans des stades. Le 22 juillet, le ministère des affaires civiles déclare que « la Société de recherche du Falun Dafa et l'organisation du Falun Gong étant sous son contrôle » sont des organisations non-enregistrées et donc illégales. Le même jour, le ministère de la sécurité publique émet un avis interdisant (1) l'affichage des images ou des symboles du Falun Gong ; (2) la distribution publique de livres et d’autres publications de Falun Gong ; (3) le rassemblement en groupe pour faire les exercices du Falun Gong ; (4) les sit-in, les pétitions et autres manifestations de défense du Falun Gong ; (5) la propagation de rumeurs destinées à troubler l'ordre social ; et (6) la participation aux activités qui s’opposent à la décision du gouvernement. Le 23 juillet, la circulaire émise le 19 juillet est rendue public. Dans ce document, le Falun Gong est déclaré « l’incident politique le plus grave » depuis 1989. Le Comité central du Parti communiste chinois interdit aux membres du Parti communiste de pratiquer le Falun Gong et lance des séances d'étude pour s'assurer que les cadres du Parti comprennent que le Falun Gong est incompatible avec les croyances du marxisme. Le 26 juillet, les autorités commencent la campagne de confiscation et destruction de toutes les publications liées au Falun Gong, y compris « des livres, photos, produits audiovisuels et textes électroniques ». En une semaine, deux millions de publications de Falun Gong sont confisquées et détruites par des rouleaux compresseurs ou brulées publiquement,. Fin juillet, les sites de Falun Gong à l'étranger sont piratés ou font l'objet d'attaques par déni de service. Selon Ethan Gutmann, expert de l'Internet chinois, les attaques provenaient de serveurs situés à Pékin et Shenzhen, et ont été parmi les premières tentatives de graves perturbations des réseaux électroniques par la Chine. Le 29 juillet, les autorités chinoises demandent à Interpol de procéder à l'arrestation de Li Hongzhi. Interpol refuse. La semaine suivante, les autorités chinoises offrent une importante récompense en échange de l'extradition de Li des États-Unis. Le gouvernement américain refuse également. Le même jour, le Bureau de la justice de Pékin émet un avis exigeant que tous les avocats et cabinets d'avocats obtiennent une approbation avant de consulter ou représenter les pratiquants de Falun Gong. Selon Human Rights Watch, cet avis est « incompatible avec les normes internationales qui demandent aux gouvernements de s’assurer que les avocats puissent s'acquitter de leurs fonctions professionnelles sans être intimidés, harcelés ou interférés. »
En octobre, trente pratiquants de Falun Gong organisent une conférence de presse clandestine pour les médias étrangers à Pékin pour parler de la violence et de la persécution qu'ils subissent. À la fin de la conférence de presse, les participants sont arrêtés, et certains journalistes étrangers sont interrogés et brièvement détenus. Selon les sources du Falun Gong, dix des organisateurs sont arrêtés tout de suite après, et l'un d'eux nommé Ding Yan, un coiffeur de 31 ans, est par la suite torturé à mort en prison. Au cours de la conférence de presse, on entend les premières allégations de mort de pratiquants de Falun Gong sous la torture en détention. Le 30 octobre, l'Assemblée nationale populaire publie une résolution sur l'article 300 du code pénal. La résolution donne des précisions sur l'identification et les peines aux personnes qui utilisent les « religions hérétiques » pour entraver l’application de la loi. Le 5 novembre 1999, la Cour populaire suprême chinoise émet une circulaire avisant les tribunaux populaires que le Falun Gong doit être poursuivi en vertu de l'article 300 comme une « religion hérétique »,. Cette circulaire, envoyée à tous les tribunaux locaux de Chine, souligne que c’est leur « devoir politique » de punir « sévèrement » le Falun Gong, et de traiter ces cas « sous la direction des comités du Parti ». Le 27 décembre, quatre pratiquants de Falun Gong bien connus sont traduits en justice pour avoir « entravé l’application de la loi » et avoir illégalement obtenu des secrets d'État. Parmi eux se trouvent Wang Zhiwen, un ingénieur de Pékin et l’un des principaux organisateurs du Falun Gong, condamné à 16 ans de prison, et Li Chang, un fonctionnaire du ministère de la sécurité publique, condamné à 18 ans. Selon Amnesty International, dans le cadre de ces poursuites et d’autres, « la procédure judiciaire était dès le départ de parti pris contre les accusés et les procès n’étaient qu’une simple formalité. »
De fin 1999 jusqu’à début 2001, des centaines de pratiquants de Falun Gong se rendent chaque jour à la place Tian'anmen pour protester pacifiquement contre la répression. Ces protestations se déroulent sous forme d'exercices de Falun Gong, de méditation ou de déploiement de bannière proclamant l'innocence du Falun Gong. Les protestations sont écrasées, souvent violemment, par les forces de la sécurité. Au début de février 2000, pendant les célébrations du Nouvel An chinois, plusieurs douzaines de pratiquants de Falun Gong sont arrêtés place Tian'anmen alors qu'ils essayaient de protester pacifiquement contre l'interdiction de leur mouvement. Le 20 avril, Ian Johnson, journaliste du Wall Street Journal, publie le premier article d'une série sur le Falun Gong. L'article décrit la mort à la suite des tortures d’une grand-mère de la ville de Weifang, âgée de 58 ans, qui avait été battue, soumise à des électrochocs et forcée à courir pieds nus dans la neige parce qu'elle refusait de renoncer au Falun Gong. Pour cette série d’articles, M. Johnson a reçu le Prix Pulitzer 2001 du reportage international. Le 21 avril, l’Agence Chine nouvelle mentionne pour la première fois les difficultés rencontrées par les autorités centrales dans l’éradication du Falun Gong, en soulignant que depuis « le 22 juillet 1999, les membres du Falun Gong continuent presque chaque jour à semer le trouble autour de la place Tian'anmen au centre de Pékin ». En mai, Zhao Ming, un étudiant en troisième cycle au Trinity College en Irlande, est envoyé au camp de travaux forcés de Tuanhe à Pékin. Il passe deux ans dans le camp malgré les actions internationales pour sa libération et il est torturé avec des matraques électriques. Le 1er octobre, des milliers de pratiquants du Falun Gong se rendent à la place Tian'anmen pour manifester contre la répression. Les correspondants des médias étrangers sont témoins du passage à tabac des pratiquants par les agents de sécurité sur place. En novembre, Zhang Kunlun, un citoyen canadien et professeur de beaux arts, est arrêté alors qu'il visitait sa mère en Chine et est envoyé dans un camp de travaux forcés. Il déclare y avoir été battu et soumis aux électrochocs. Les politiciens canadiens interviennent pour le défendre et arrivent finalement à obtenir sa libération et son retour au Canada.
Le 23 janvier 2001, cinq personnes s’immolent par le feu place Tian'anmen. Les médias d'état annoncent qu'ils sont des pratiquants du Falun Gong poussés au suicide par la pratique. Les sources du Falun Gong nient cette affirmation en disant que le Falun Gong interdit le suicide et la violence et disent que cet incident a été organisé par le gouvernement pour tourner l'opinion publique contre la pratique,. En février, la communauté internationale est de plus en plus préoccupée par les cas d’abus psychiatriques contre les pratiquants de Falun Gong, dont plusieurs centaines auraient été détenus et torturés dans des établissements psychiatriques après avoir refusé d’abandonner la pratique. Le 20 novembre, un groupe de trente-cinq pratiquants de Falun Gong provenant de douze pays différents se rassemblent sur la place Tian'anmen pour méditer sous une bannière « Authenticité, Bienveillance, Tolérance » - les principes de base du Falun Gong. Ils sont arrêtés quelques minutes plus tard, et certains sont battus quand ils résistent à l’arrestation. Le 23 décembre, le tribunal du district de New-York prononce un jugement par contumace contre Zhao Zhifei, chef du Bureau de la sécurité publique de la province du Hubei, pour son rôle dans les décès et la torture des pratiquants de Falun Gong.

### 2002-2004
À partir de 2002, les pratiquants de Falun Gong abandonnent les rassemblements sur la place Tian'anmen et la plupart des médias occidentaux se désintéressent du sujet. Les pratiquants de Falun Gong se tournent vers l’utilisation de nouveaux moyens de protestation, notamment en établissant un vaste réseau clandestin de « sites de publication » et de distribution de documents, et en piratant des émissions télévisées pour les remplacer par des informations sur le Falun Gong. Les pratiquants à l’étranger conçoivent des appareils pour contourner la censure et la surveillance de l'Internet et déposent des dizaines de plaintes largement symboliques contre Jiang Zemin et d'autres fonctionnaires chinois en les accusant de génocide et crimes contre l'humanité. Entre 2002 et 2004, les trois postes suprêmes du pouvoir en Chine sont transférés de Jiang Zemin à Hu Jintao. Selon les rapports publiés par des sources du Falun Gong, le nombre annuel de décès en détention de pratiquants de cette discipline continue à croître pendant cette période tandis que l’intérêt pour le Falun Gong dans les médias diminue.
Le 14 février 2002, cinquante-trois pratiquants de Falun Gong d'Amérique du Nord, d’Europe et d’Australie essayent de manifester à la place Tian'anmen. Ils sont détenus et plusieurs rapportent avoir été agressés par les forces de la sécurité avant d'être expulsé de Chine. Le 5 mars, un groupe de six pratiquants de Falun Gong pirate les émissions télévisées dans la ville de Changchun, en les remplaçant par des émissions sur le Falun Gong et la répression. Pensant que c’est un signe de la levée de l'interdiction du Falun Gong, des citoyens se rassemblent sur les places publiques pour célébrer. Les émissions du Falun Gong ont continué pendant cinquante minutes avant que la ville ne plonge dans l’obscurité. Au cours des trois jours qui suivent, les forces de sécurité arrêtent environ cinq mille pratiquants de Falun Gong à Changchun. Amnesty International rapporte que des « checkpoints auraient été mis en place par la police à travers toute la ville ». Les six personnes impliquées dans le piratage de la télévision sont par la suite torturées à mort. En juin, Jiang Zemin est en visite en Islande. Des dizaines de pratiquants de Falun Gong du monde entier essayent de se rendre dans ce pays pour protester, mais trouvent leurs noms sur une liste noire internationale établie à la demande des autorités chinoises, ce qui prouve l’existence d’espionnage envers les pratiquants de Falun Gong à l'étranger. 

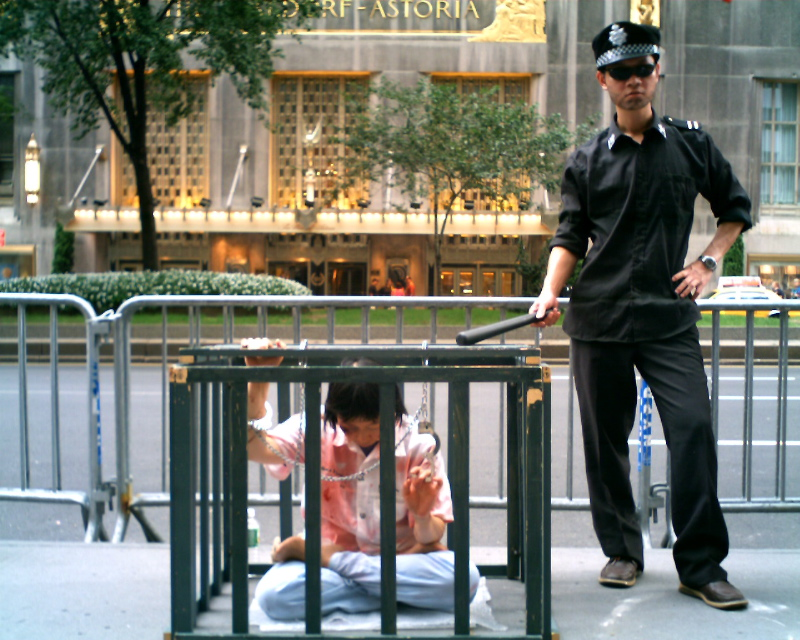
Démonstration de tortures en prison, à Minneapolis, en 2003.

Le 22 janvier 2003, le Dr Charles Lee, un pratiquant de Falun Gong et citoyen américain, est arrêté par les forces de la sécurité à Nanjing dès son arrivée en Chine. Lee est condamné à trois ans de prison. Le 26 décembre, Liu Chengjun, un des organisateurs du piratage des programmes télévisés de Changchun, est torturé à mort en purgeant sa peine de prison de dix-neuf ans.
En février 2004, la Cour supérieure de l'Ontario déclare Pan Xinchun, le consul général adjoint au consulat chinois à Toronto, coupable de diffamation à la suite de la publication le 1er mai 2003 d'une lettre dans le Toronto Star où il accuse Joel Chipkar, un pratiquant de Falun Gong local, d’être un membre d'une « sinistre secte ». La Cour supérieure lui demande de payer à Chipkar dix mille dollars en compensation. Pan refuse de payer et quitte le Canada. En octobre 2004, la Chambre des représentants des États-Unis adopte à l’unanimité une résolution exposant en détail et condamnant les tentatives du gouvernement chinois d’interférer et d’intimider les pratiquants de Falun Gong aux États-Unis. En décembre, Gao Zhisheng, l'éminent avocat de Weiquan, écrit une lettre à l'Assemblée nationale populaire en exposant en détail les tortures et les abus sexuels contre les pratiquants de Falun Gong en détention. En réponse à sa lettre, le cabinet d'avocats de Gao est fermé, sa licence d’avocat est retirée et il est placé en résidence surveillée.

### 2005-2007
Alors que le Falun Gong devient de plus en plus explicite dans ses accusations rhétoriques contre le Parti communiste, apparaissent des allégations d'espionnage des pratiquants de Falun Gong à l'étranger par les agences de sécurité chinoises et de meurtre de prisonniers du Falun Gong pour approvisionner l'industrie de la transplantation d'organes en Chine.
Le 15 février 2005, Li Hongzhi déclare publiquement renoncer à son appartenance antérieure à la Ligue de la jeunesse communiste. Le 4 juin, Chen Yonglin, un diplomate chinois et consul politique au consulat chinois à Sydney, fait défection en Australie. Il annonce qu'une grande partie de son travail consistait à surveiller et harceler les pratiquants de Falun Gong en Australie. Quelques jours plus tard, le 8 juin, Hao Fengjun, un ancien membre du Bureau 610 de la ville de Tianjin, raconte publiquement son histoire de défection et parle de la persécution du Falun Gong en Chine.  

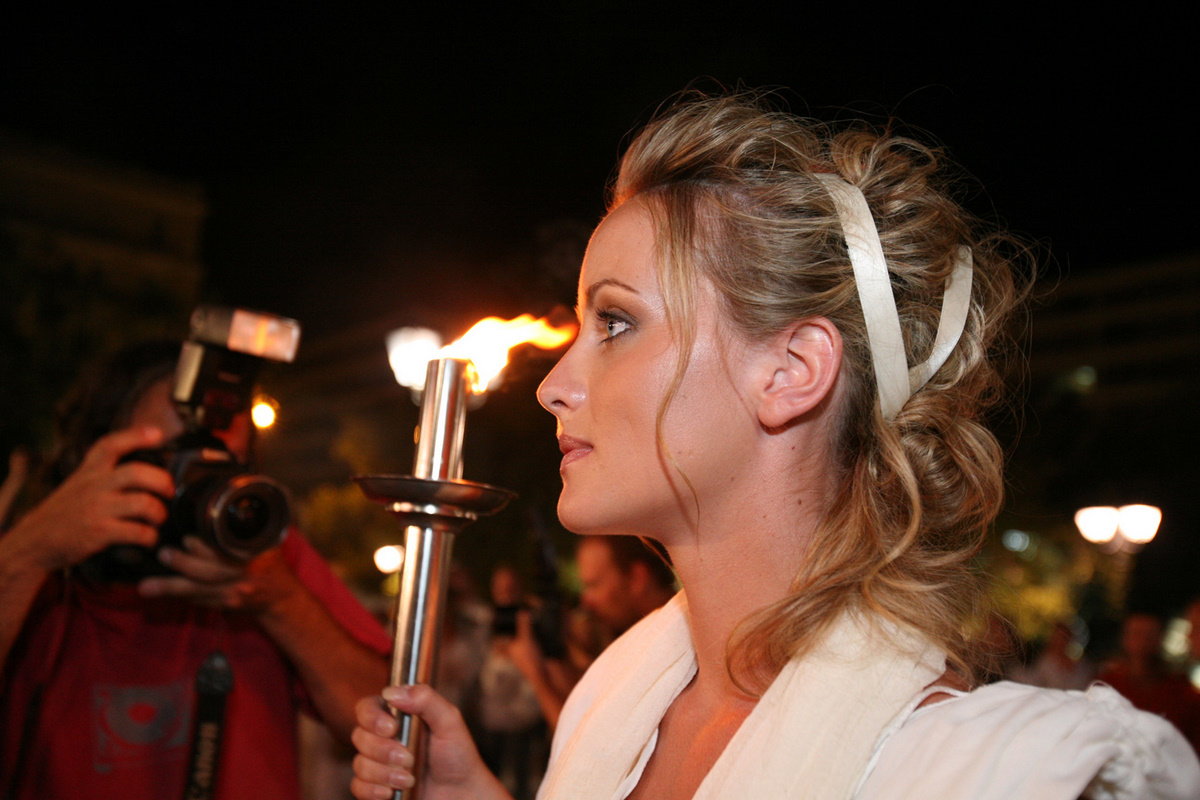
Le lancement du relais de la flamme des droits de l'homme à Athènes en Grèce, le 9 août 2007.

Début 2006, Manfred Nowak, le Rapporteur spécial de l'ONU sur la torture annonce les résultats de son enquête de 2005 sur la torture en Chine. Il déclare que les deux tiers des cas de torture rapportés concernent les pratiquants de Falun Gong. En juillet, l'ancien membre du Parlement canadien David Kilgour et l'avocat des droits de l'homme international David Matas annoncent les conclusions de leur enquête sur les allégations de prélèvements d'organes. Bien que leurs éléments de preuves soient en grande partie indirects, ils concluent que les prélèvements d'organes forcés sur les pratiquants de Falun Gong sont très répandus et se poursuivent. Les autorités chinoises nient ces allégations.
En août, les pratiquants de Falun Gong lancent le relais de la flamme olympique des droits de l’homme, qui est passé dans plus de trente-cinq pays en 2007 et 2008 avant les Jeux olympiques de Pékin en 2008,. Le relais voulait attirer l'attention sur la question des droits de l'homme en Chine dans le cadre des Jeux olympiques, en particulier ceux liés au Falun Gong et au Tibet. Il a été soutenu par des centaines d'élus, médaillés des J.O. précédents, des groupes de défense des droits de l'homme et autres organisations concernées.

### Depuis 2008
Les plus hautes autorités chinoises continuent à lancer des campagnes de répression contre le Falun Gong au moment des « dates sensibles » et à intensifier les efforts pour « transformer » de force les pratiquants de Falun Gong dans les établissements de détention et « rééducation ». Les avocats qui tentent de défendre les accusés du Falun Gong continuent à faire face aux représailles des autorités chinoises, y compris sous forme de harcèlement, de radiation de la liste du barreau et d’emprisonnement.
Le 6 février 2008, Yu Zhou un musicien folklorique populaire, est torturé à mort onze jours après avoir été arrêté à Pékin. Son épouse, l'artiste Xu Na, est condamnée à 3 ans de prison pour possession de la littérature du Falun Gong. Au cours des six premiers mois de l'année, plus de 8 000 pratiquants de Falun Gong sont arrêtés par les forces de la sécurité sous le prétexte d'empêcher les manifestations pendant les Jeux olympiques de Pékin. En 2009, Xi Jinping, l'héritier présomptif du Parti communiste, est chargé du Projet 6521, envisageant des mesures de répression contre les Tibétains, les militants pour la démocratie et les pratiquants de Falun Gong lors des périodes d’anniversaires « sensibles ». Zhou Yongkang se charge des actions parallèles destinées à réprimer les pratiquants de Falun Gong, les séparatistes ethniques et les manifestants. Le 13 mai, Zhang Kai et Li Chunfu, les avocats de Weiquan, sont violemment battus et détenus à Chongqing pour avoir mené une enquête sur la mort de Jiang Xiqing, un pratiquant de Falun Gong âgé de 66 ans, tué dans un camp de travaux forcés. Le 4 juillet, Wang Yonghang, avocat de la ville de Dalian, est enlevé à son domicile par des agents de sécurité, interrogé et battu pour avoir défendu des pratiquants de Falun Gong. En novembre 2009, Wang est condamné par un tribunal à huis clos à sept ans de prison pour son plaidoyer en faveur des pratiquants de Falun Gong. Lorsque ses avocats ont été autorisés à le visiter en janvier 2010, ils ont déclaré qu'il avait été torturé. En novembre, Jiang Zemin et d'autres fonctionnaires chinois de haut rang sont inculpés par un tribunal espagnol à la suite des accusations de génocide et de crimes contre l'humanité pour leur implication dans la répression du Falun Gong. Un mois plus tard, un juge argentin conclut que les hauts responsables chinois Jiang Zemin et Luo Gan ont mis en œuvre une « stratégie de génocide » dans le but d'éradiquer le Falun Gong, et demande à l’Interpol de les faire arrêter.
En 2010, plus de cent pratiquants de Falun Gong à Shanghai sont arrêtés et détenus dans le cadre de l’Exposition universelle de Shanghai. Certains auraient été torturés à cause de leur refus d’abandonner le Falun Gong. En mars, la Chambre des représentants des États-Unis adopte une résolution reconnaissant et condamnant la répression du Falun Gong en Chine. Au printemps 2010, les autorités chinoises lancent une nouvelle campagne de trois ans de transformation forcée d’une grande partie des pratiquants de Falun Gong par des classes de rééducation. Le 22 avril 2010, Liu Wei et Tang Jitian, des avocats de Pékin, sont rayés du barreau à titre permanent pour avoir défendu des pratiquants de Falun Gong.
En mai 2011, un procès est intenté au nom des pratiquants de Falun Gong contre Cisco. La poursuite allègue, en se basant principalement sur des documents internes de Cisco, que cette société de haute technologie a « conçu et mis en œuvre un système de surveillance pour le Parti communiste chinois, en sachant qu'il serait utilisé pour persécuter les membres de la religion Falun Gong et les soumettre à la détention, aux travaux forcés et à la torture ».
Selon des sources du Falun Gong, en 2012, des personnes se sont spontanément opposées en plusieurs occasions à la répression. En mai, 562 personnes du canton de Tanghai de la ville de Tangshan signent une pétition demandant la libération du pratiquant de Falun Gong M. Zheng Xiangxing, qui avait été arrêté le 25 février. En juin, quinze mille personnes de la province du Heilongjiang signent une pétition demandant que le gouvernement ouvre une enquête sur la mort soudaine de M. Qin Yueming, un pratiquant de Falun Gong qui était emprisonné, et punisse le meurtrier. En juin, plus de 1000 personnes signent spontanément une pétition pour sauver M. Li Lankui, un pratiquant de Falun Gong. 
En mai 2013, au Canada, les maires de St. Charles, de St. Peters, d’O’Fallon et de Wentzville proclament le 13 mai 2013 la « Journée de Falun Dafa ». La « pétition pour le Haut-Commissaire aux Droits Humains des Nations Unies, demandant l’arrêt immédiat des prélèvements forcés d’organes sur les pratiquants de Falun Gong en Chine », organisée de juillet à novembre dans plus d’une cinquantaine de pays sur quatre continents, recueille près de un million et demi de signatures,. Le 12 décembre, le Parlement européen vote à la majorité absolue une résolution condamnant les prélèvements forcés et systématiques d'organes effectués par l'État chinois, une pratique qui touche en particulier les pratiquants du Falun Gong. La résolution appelle également à la libération immédiate de tous les prisonniers d'opinion en Chine, dont les pratiquants du Falun Gong.
Le 13 juin 2016, la Chambre des représentants des États-Unis a adopté à l'unanimité la résolution 343 demandant au régime communiste chinois de cesser immédiatement les prélèvements forcés d'organes sur des pratiquants de Falun Gong et d'autres prisonniers de conscience. La résolution demande aussi la fin immédiate de la persécution du Falun Gong, qui se perpétue depuis dix-sept ans. Elle demande également la libération de tous les pratiquants de Falun Gong et autres prisonniers de conscience emprisonnés et l'ouverture d'une enquête crédible, transparente et indépendante sur le système de transplantation d'organes en Chine.